# Fanny Inama von Sternegg

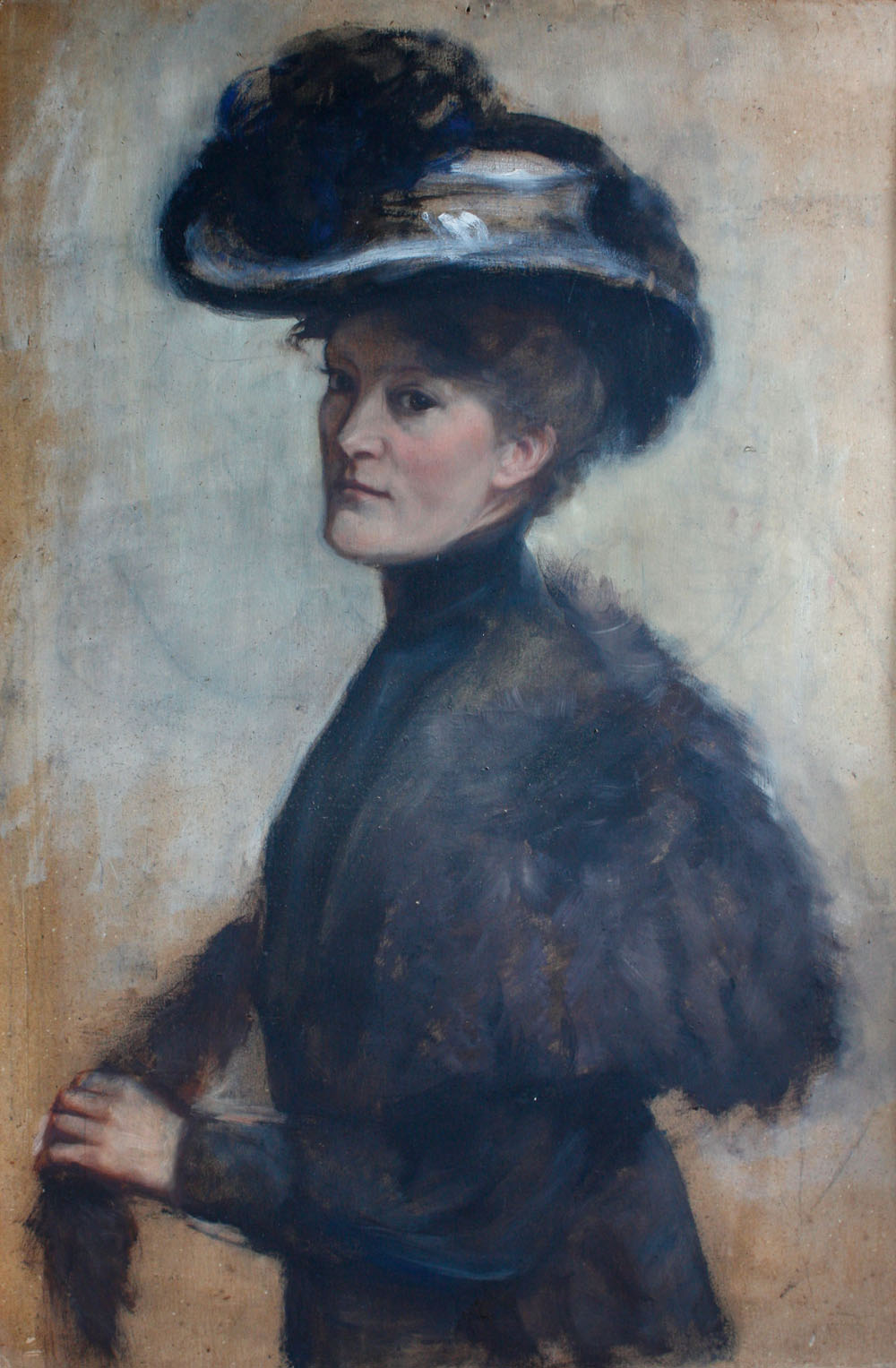
Fanny Inama von Sternegg, Autorretrato

Fanny Inama von Sternegg (Viena, 2 de julho de 1870 † 9 de novembro de 1928) foi uma pintora austríaca.

## Biografia
Inama von Sternegg vem da família Inama, cujas raízes estão no Val di Non (Welschtirol), e era filha do estatístico Theodor Inama von Sternegg (1843-1908) [2]. Ela estudou de 1887 a 1892 em Viena com Rudolf Geyling e em Munique com Joh. Leonhardt: pintor histórico e retratista. Mais tarde, ela estudou com Alois Schornböck (Viena), Walter Thor e Walther Firle, sob cuja influência ela se voltou cada vez mais para retratos de crianças.
De 1905 em diante, Inama von Sternegg teve sucesso como artista freelancer com seus retratos de mulheres e crianças. Ela era membro da Associação de Artistas Tiroleses e dirigia sua própria escola de pintura. Exposições no Künstlerbund Innsbruck (1906, 1916), no Kunsthaus Wien e no Kunstverein München espalharam sua reputação. Em 1904, ela participou da Exposição Universal de 1904 e foi premiada com a medalha de bronze.
Por causa de suas qualidades humanas, ela também foi chamada de "Anjo de Lichtenwerth" em homenagem à sede da família perto de Brixlegg.